# Paranthaclisis congener
Paranthaclisis congener är en insektsart som först beskrevs av Hagen 1861.  Paranthaclisis congener ingår i släktet Paranthaclisis och familjen myrlejonsländor. Inga underarter finns listade i Catalogue of Life.